# 呉中区
呉中区（ごちゅう-く）は中華人民共和国江蘇省蘇州市に位置する市轄区。

## 行政区画
- 街道:長橋街道、越渓街道、郭巷街道、横涇街道、城南街道、太湖街道、香山街道
- 鎮:甪直鎮、木涜鎮、胥口鎮、臨湖鎮、東山鎮、光福鎮、金庭鎮